# 格斯·狄龙
格斯·狄龙（英語：Gus Dillon，1883年4月17日—1952年9月19日），加拿大男子棍网球运动员。他曾代表加拿大参加1908年夏季奥林匹克运动会棍网球比赛，获得一枚金牌。他于1952年在蒙特利尔去世。